# ベルビュー (ワシントン州)
ベルビュー（英語:City of Bellevue）は、アメリカ合衆国ワシントン州のキング郡にある都市。シアトルからワシントン湖を隔てた東側にあるイーストサイドと呼ばれる地域の中核都市。

## 概要
人口は15万1854人（2020年国勢調査）で増加している。シアトル東部の住宅地であると同時に、独立した都市機能をもったエッジシティでもある。ベルビューのダウンタウンでは急激な人口増加を背景に業務機能の集積が続いており、多くの高層ビルが建設されている。2008年のリーマンショックの影響も比較的少なかった。ダウンタウンだけでも3万5千人の就労者と5千人の居住者を抱えており、州内で2番目に大きな都心を持つ市である。
1人あたりの平均所得は、ワシントン州の522の地域の中で6番目に高い。
2008年にはCNNマネーによる調査で、アメリカ合衆国で居住する、及びビジネスを立ち上げるのに最適の場所として選ばれ、2010年に再度4位としてランクインした。
ベルビューという名前は"美しい眺め"という意味のフランス語に由来する。

## 歴史
現在では高層ビルが林立する都会的な地域だが1953年までは自治体として認められておらず、また急速な発展を迎えたのはその後のことである。それ以前の数十年は農業やそれに付随した製粉所及び内陸港を中心とした地域であった。
1869年にWilliam MeydenbauerとAaron Mercerが開拓者としてやって来るまでは、この辺りはネイティブアメリカンの居住地だった。William Meydenbauerは現在でも彼の名を冠している湾であるMeydenbauer Bayに小屋を建築し、Aaron Mercerはその南の現在はMercer Sloughと呼ばれている土地に農地をつくった。その後彼らは利益を得るためにその土地を売り払ったため、現在ではその名前を残すのみとなっている。
1882年にはIsaac Bechtelは現在のダウンタウンにあたる地域を買収し、数年をかけて息子たちとともに土地を開拓していった。1890年になると人口の増加とともに工場や企業が進出し始め、それとともに学校なども整備されていった。
1904年頃の中心的な産業は移民として日本から来ていた農民によるイチゴ及び野菜の栽培であった。1925年には彼らの成功を祝して、最初のイチゴフェスティバルが開催された。この祭典は現在も毎年6月に開催されている。しかし1920年代に施行された排日移民法によって土地を賃借することが禁止されたことで彼らの大多数がベルビューを去ることとなった。残った者たちも第2次世界大戦の最中に強制収用所に送られたため土地を失うこととなった。
細々とした開発は続きジェームズ・S・ディティは1920年代には市の人口は20万人に達すると予測していた。彼が思い描いた計画ではワシントン湖に橋が、市内にはゴルフコースと空港が建設されており、その計画図は1928年に実際に出版された。
1940年にワシントン湖浮橋が開通してからはシアトルへのアクセスが改善されたことで、郊外都市として徐々に発展を遂げていった。1963年には湖をまたぐ2番目の橋となるエバーグリーンポイント浮橋が開通してからは市は急速に発展を遂げ州内でも最大の都市のひとつとなり、中心部ではビジネスの急成長に伴って高層ビルの建築が相次いだ。
ベルビューの成長を印象付ける出来事して大きいのは1946年の、現在では州内でも最大規模のショッピングセンターであるベルビュースクウェアの開業である。1980年代に大幅に拡張され、2000年代に入ってからもBellevue Wayを中心にベルビュープレイスやリンカーンスクウェアなどの開業が続き、ベルビューダウンタウンはシアトルのイーストサイドで最大の商業地となった。2010年代に入っても開発は続いており、ベルビュースクウェアとリンカーンスクウェアはBellevue WayとNE 4thの交差点周辺の土地に拡張される予定である。

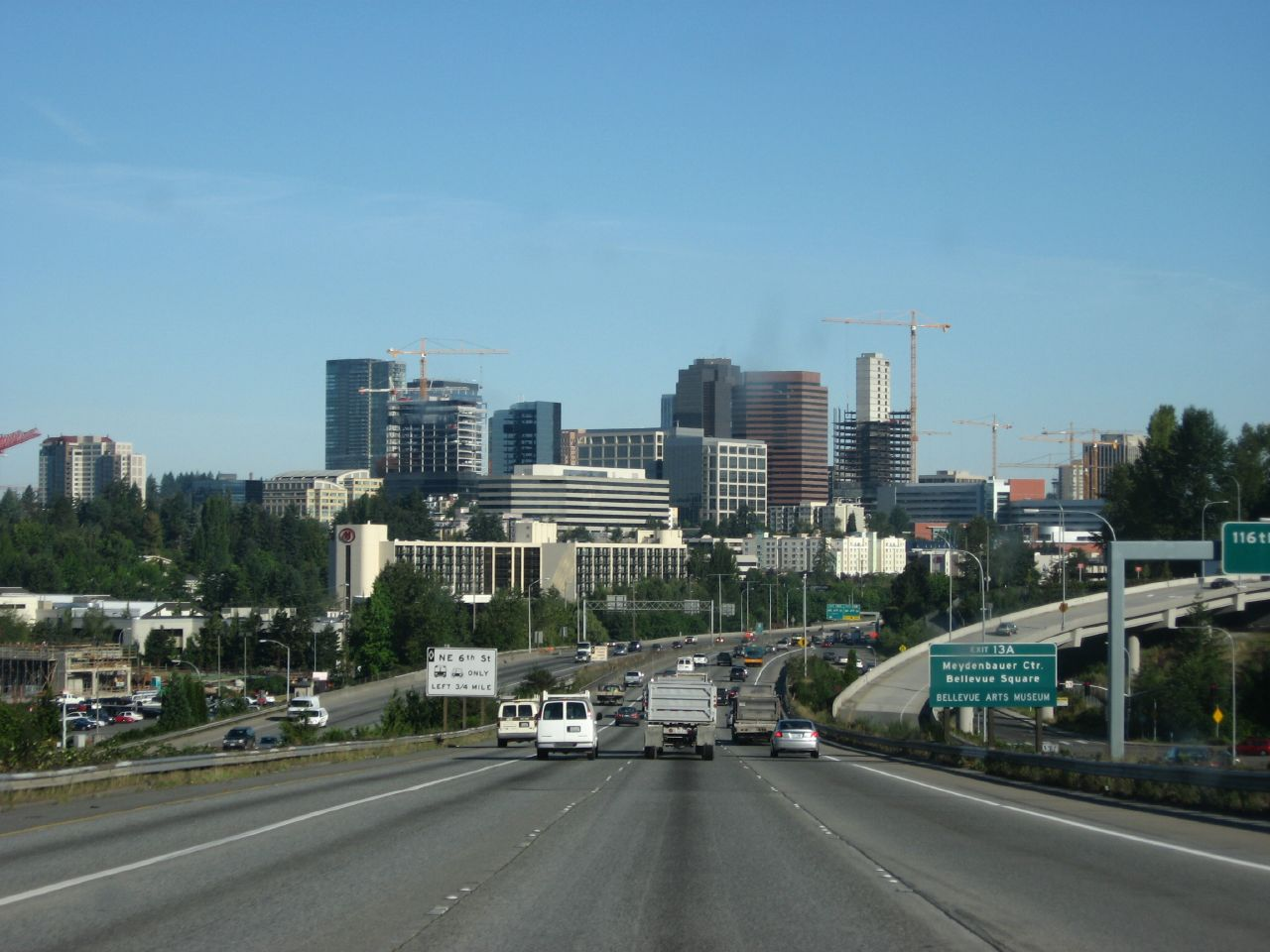
I-405（英語版）から望むダウンタウン (2007年8月)
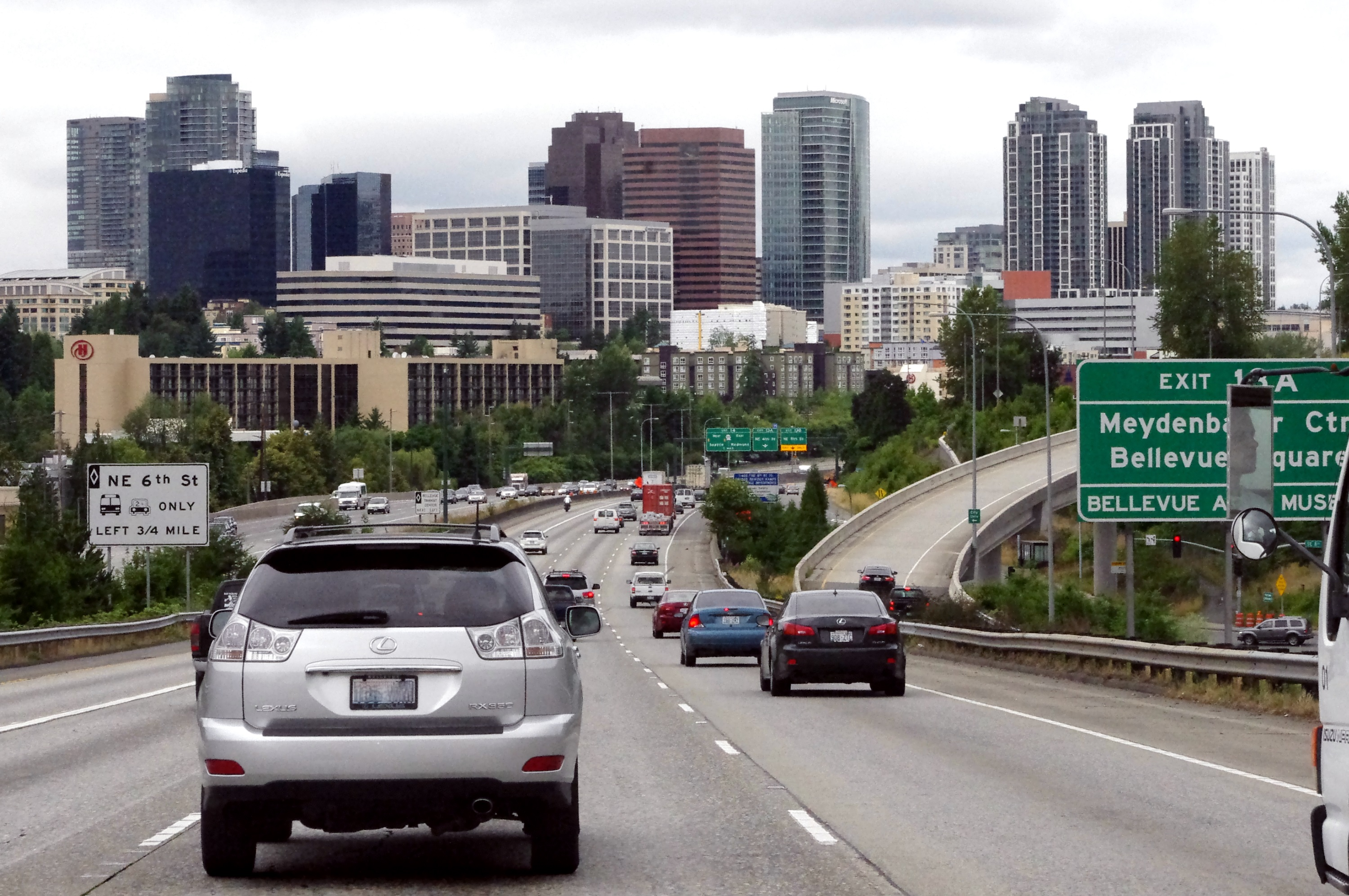
高層ビルの建造が進むダウンタウン (2011年7月)
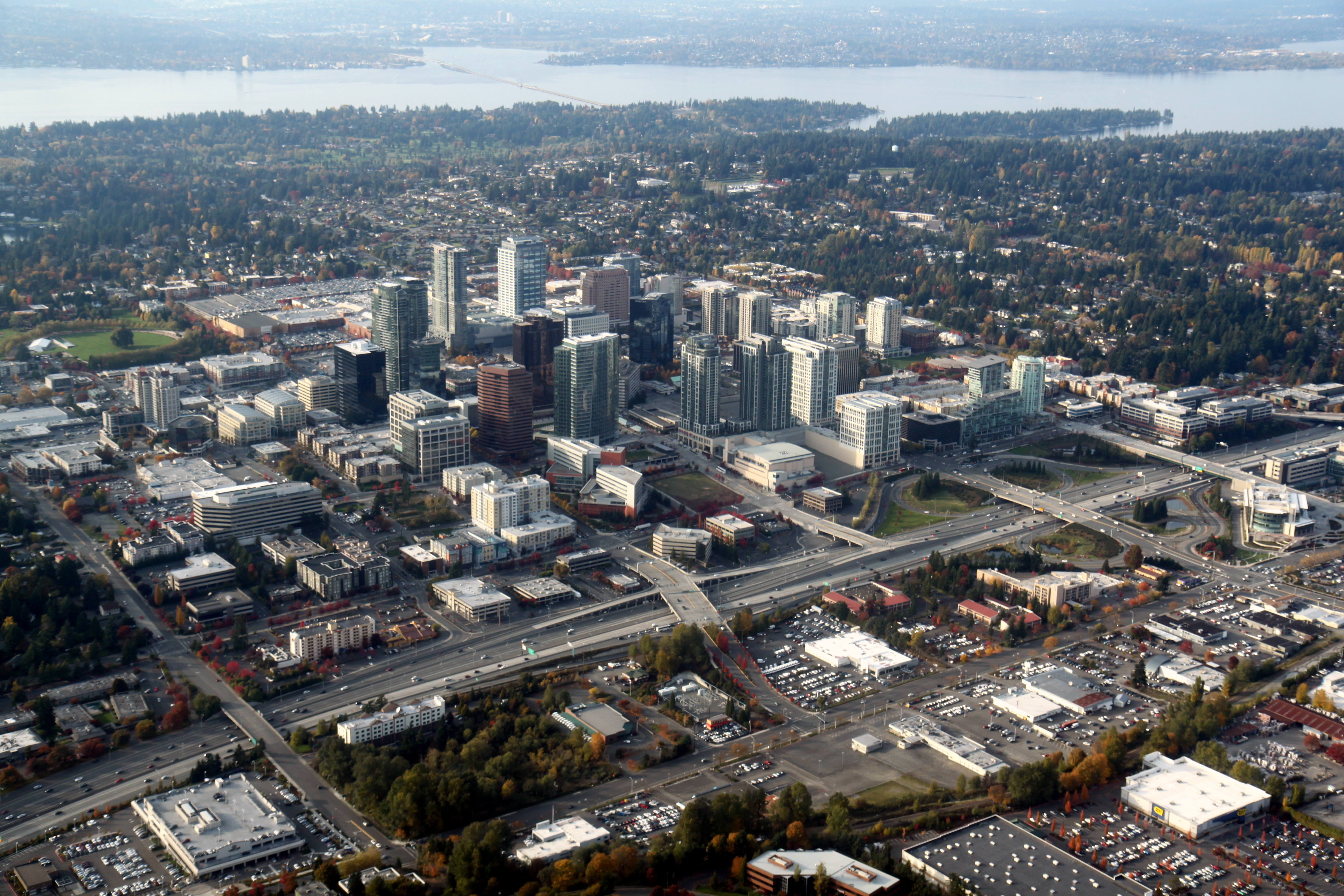
ダウンタウンの空撮 (2011年11月)
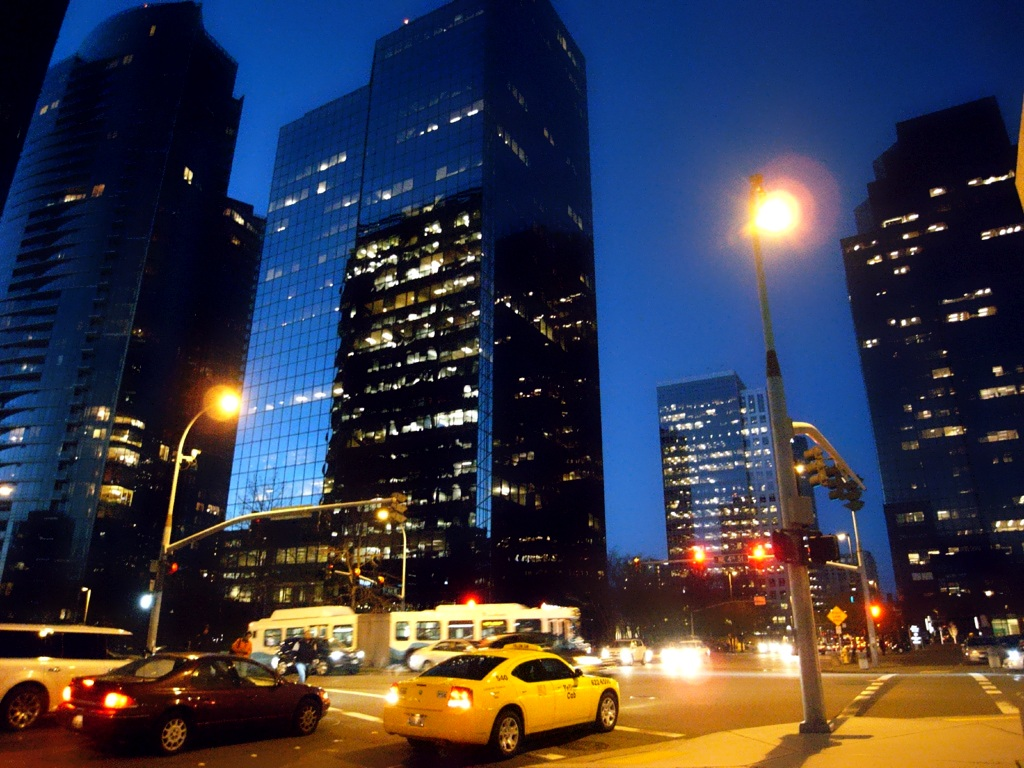
ダウンタウン (NE4th & 108th)

## 地理
ワシントン湖の東、サマミッシュ湖の西、シアトルの東に位置する。シアトルとは橋で結ばれており、シアトルの中心部までは直線距離にして約10kmほどである。

## 交通

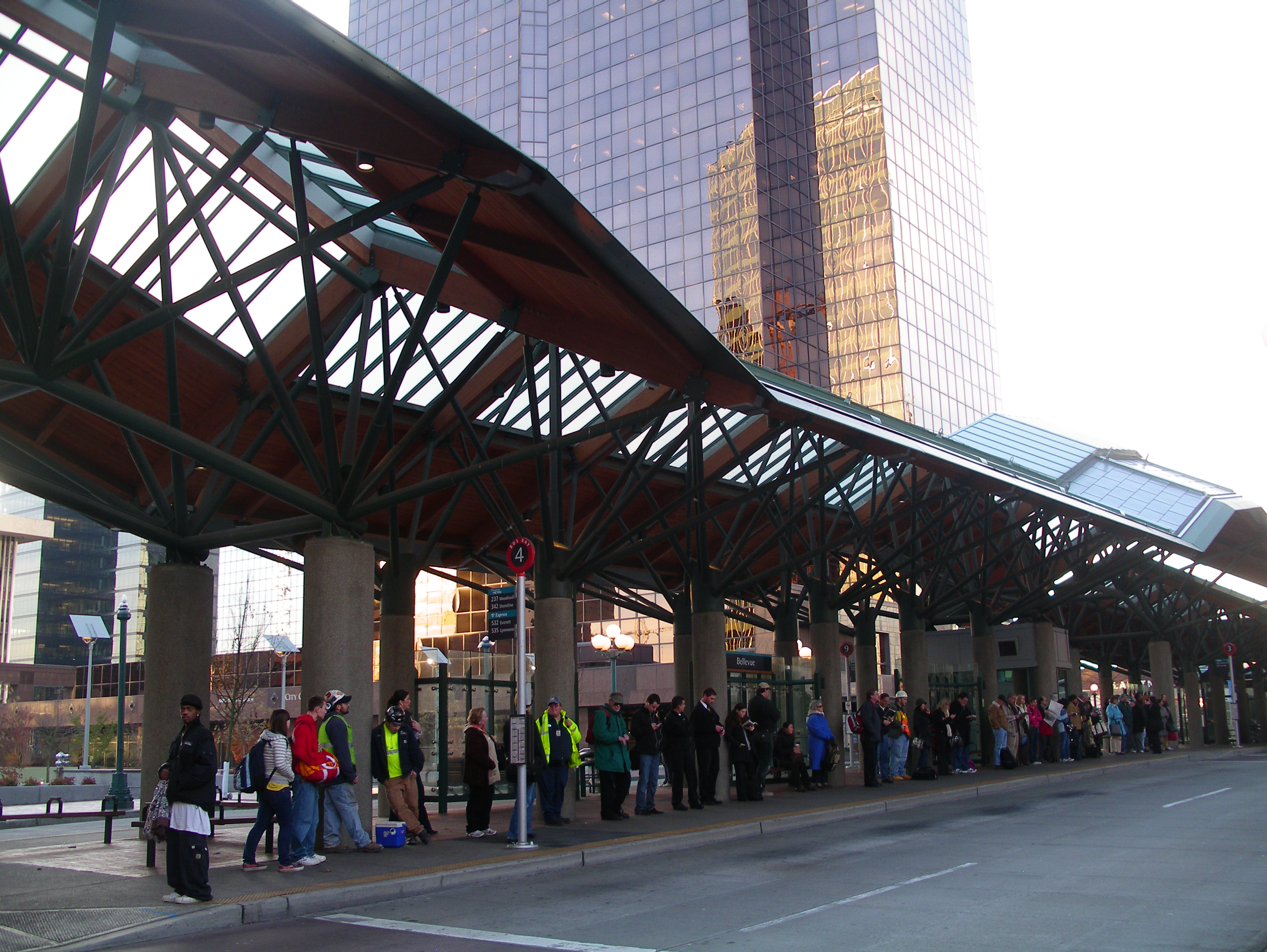
ベルビュー・トランジットセンター

ベルビューは地域の公共交通機関を運営しているキング郡メトロとサウンド・トランジットの、イーストサイドでの主要なハブとなっている。ダウンタウンの中心部にあるベルビュー・トランジットセンターは両社によって使用されており、フリーウェイへの直接アクセスを可能にするHOVレーンを備えた交差点のあるNE 6th通りを経由して州間高速道路405号線へと接続されている。
地域内を走行するバスは周辺のカークランド、レドモンド、イサクア及びレントンとを結んでおり、都市間輸送ではボセル、リンウッド、エバレット、シアトル、ケント及びオーバーンが結ばれている。
また2026年開業に向けて、サウンド・トランジットによるリンク・ライトレール2号線のシアトルからの延伸が進められている。シアトルからは州間高速道路90号線を並走してワシントン湖を渡り、Bellevue Wayと112th Ave SEを経由してダウンタウンへ接続される。
その後オーバーレイクホスピタルメディカルセンターを経由し、120th Ave NEとNE 16th Stが交わるあたりから130th Ave NEまでワシントン州道520号線平行して走行する。現在この周辺の高度利用は行われていないが再開発が進んでいるエリアであり、2030年頃には商業施設の集積したメインストリートやオフィス、中層のアパートを備えた都会的な居住地となる予定である。その後、ワシントン州道520号線を目指して北上し、最終的にはワシントン州道520号線に沿うような形で、オーバーレイク・トランジットセンターに接続される。

## 経済

### 産業

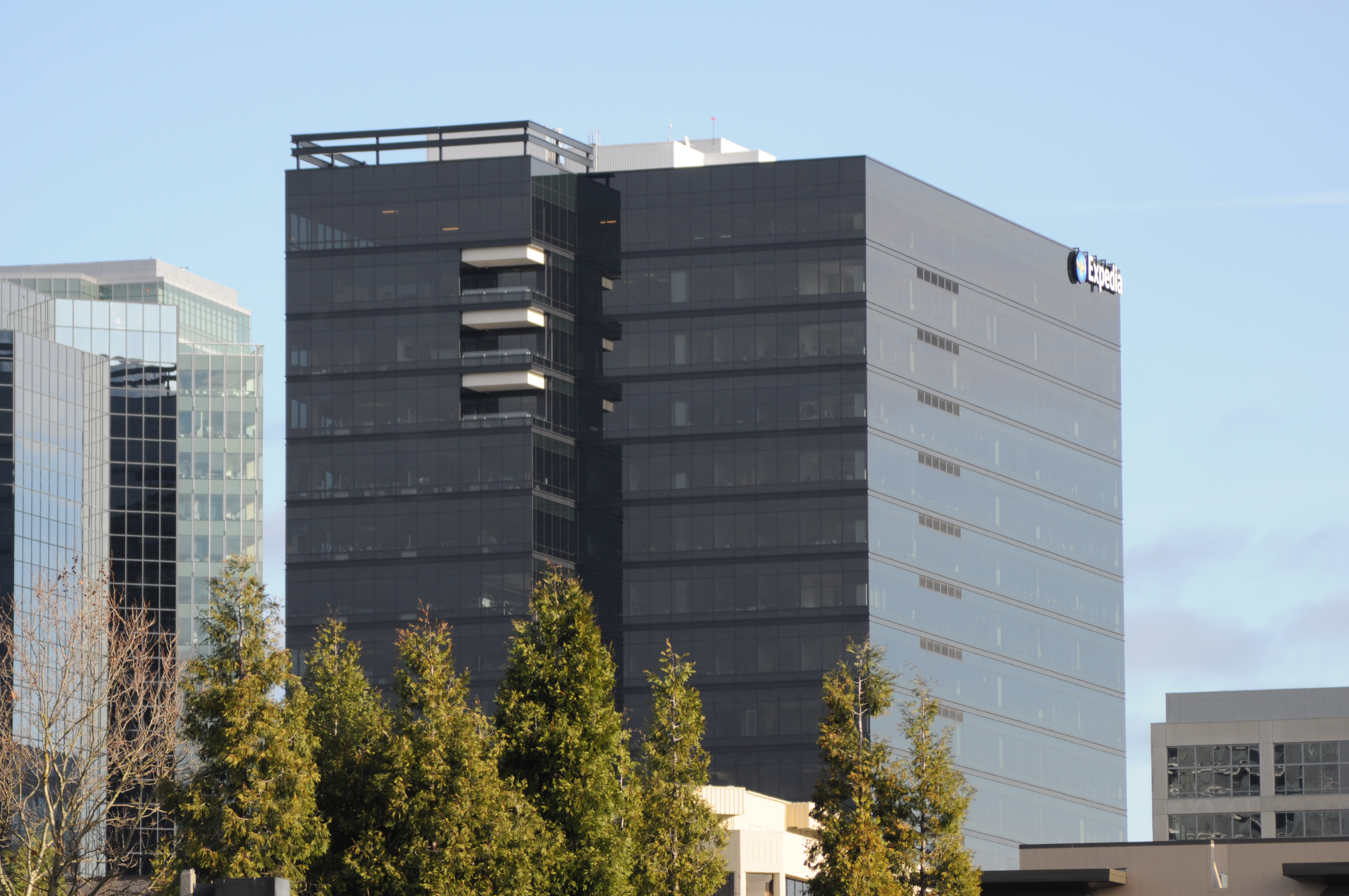
エクスペディア・グループ

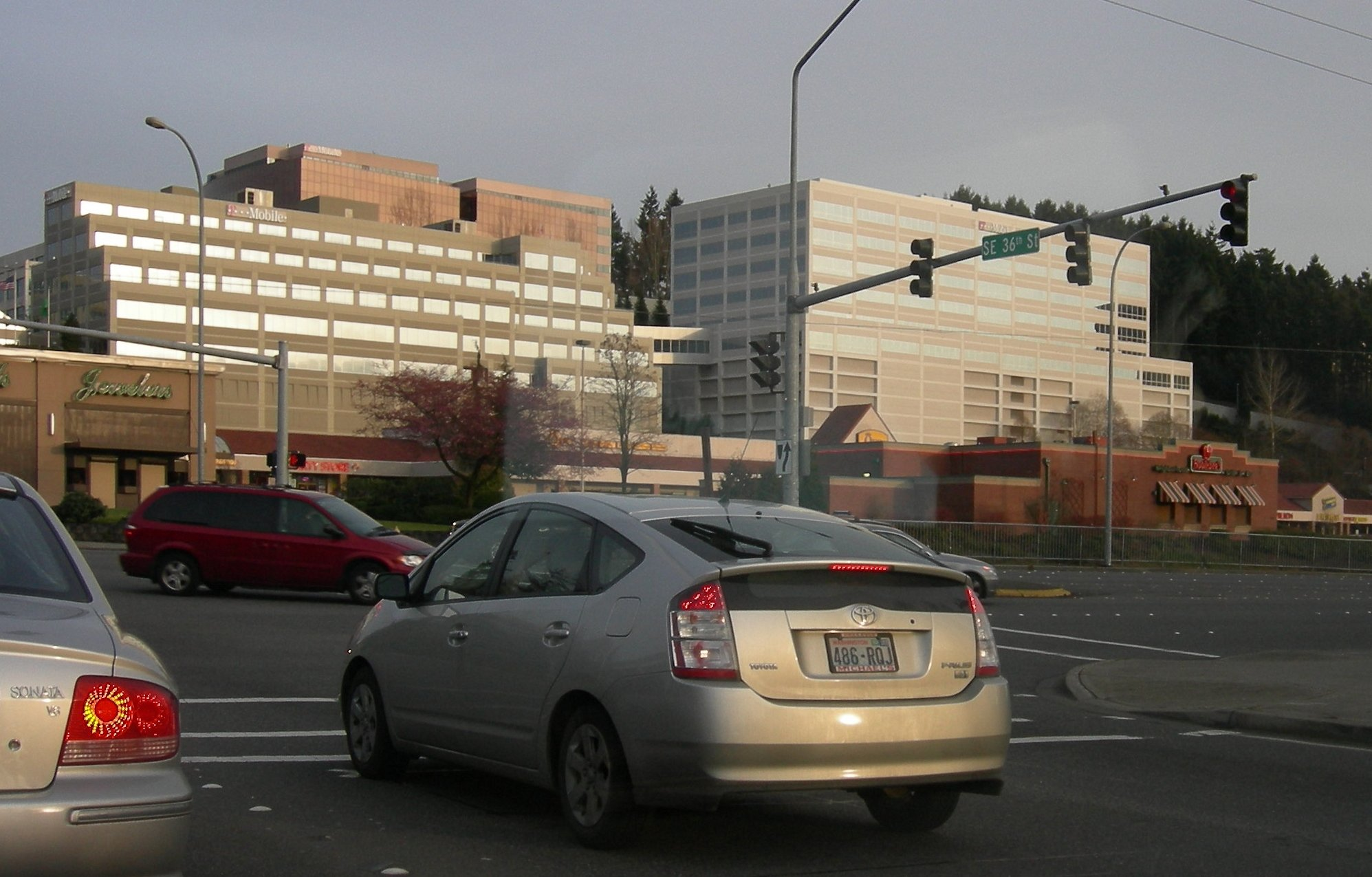
T-Mobile US

マイクロソフトや任天堂が本社を置くレドモンドに近接し、またシアトルへ直接アクセスが可能なフリーウェイであるワシントン州道520号線や州間高速道路90号線が市内を通っていることから、1990年代から多くのテクノロジー関連の中小、及び大企業がベルビューに本社を置くようになった。
マイクロソフトは1979年1月に、創業地のアルバカーキから、創業者たちの故郷シアトル近郊のこの街に本社を移した。その後、1986年にレドモンドに移転した。

#### 市内に本社を置く主な企業
- 5th Cell
- ArenaNet（英語版）
- バンジー (ゲーム会社)
- Clark Nuber
- Coinstar, Inc.（英語版）
- コンカー・テクノロジーズ
- Drugstore.com（英語版）
- エディー・バウアー
- エクスペディア・グループ
- GlobalScholar（英語版）
- InfoSpace（英語版）
- インテレクチュアル・ベンチャーズ
- Motricity（英語版）
- MulvannyG2 Architecture（英語版）
- Orahealth Corporation（英語版）
- パッカー
- ポケモン_(企業)
- QFC（英語版）
- Savers（英語版）
- ShareBuilder（英語版）
- サッカーパンチプロダクションズ
- Symetra（英語版）
- T-Mobile US
- Valve Corporation
- WizKids（英語版）

#### 市内に支店を置く主な企業
- ボーイング
- HTC Corporation
- マイクロソフト

### 商業

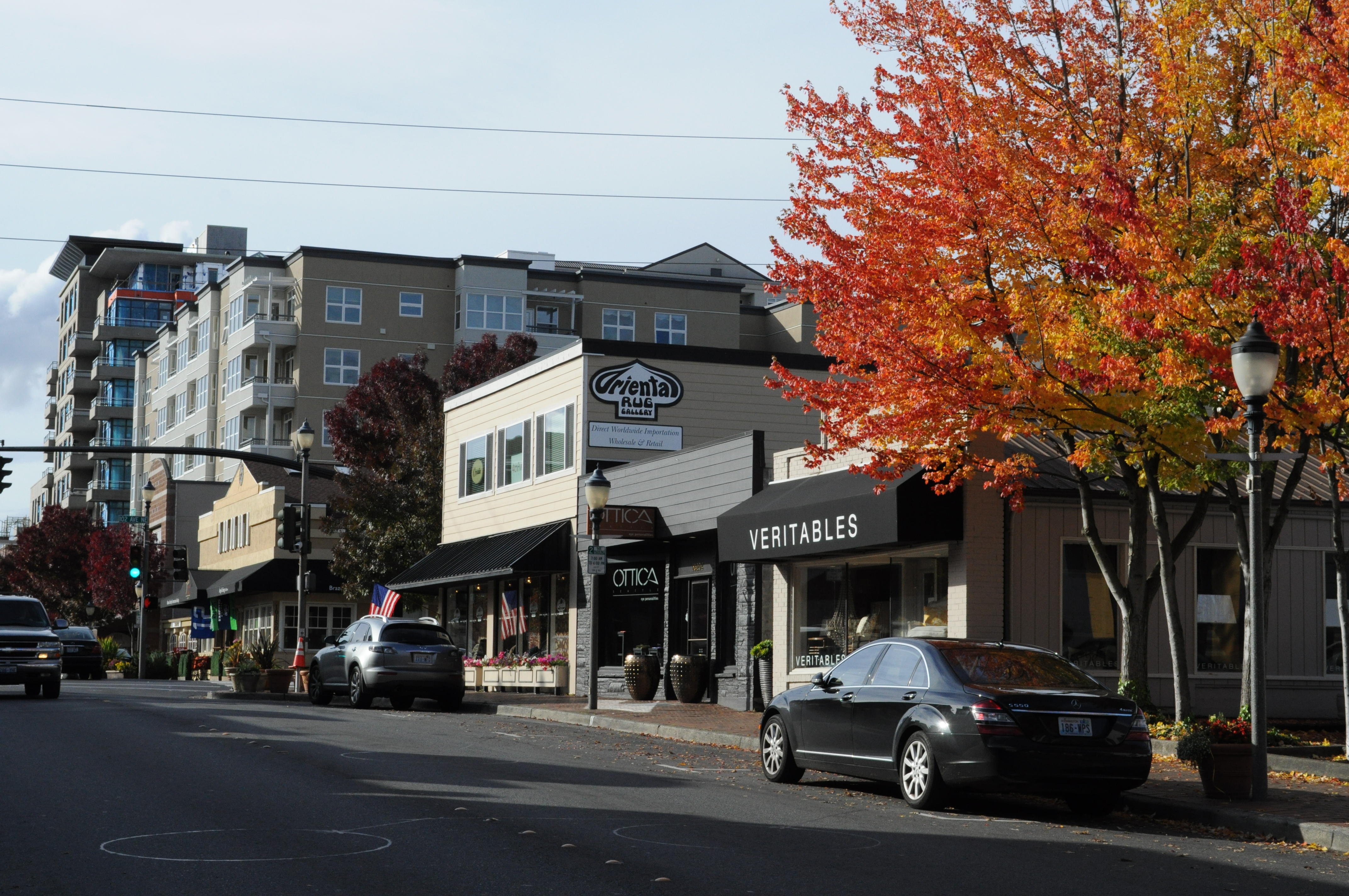
オールド・ベルビュー

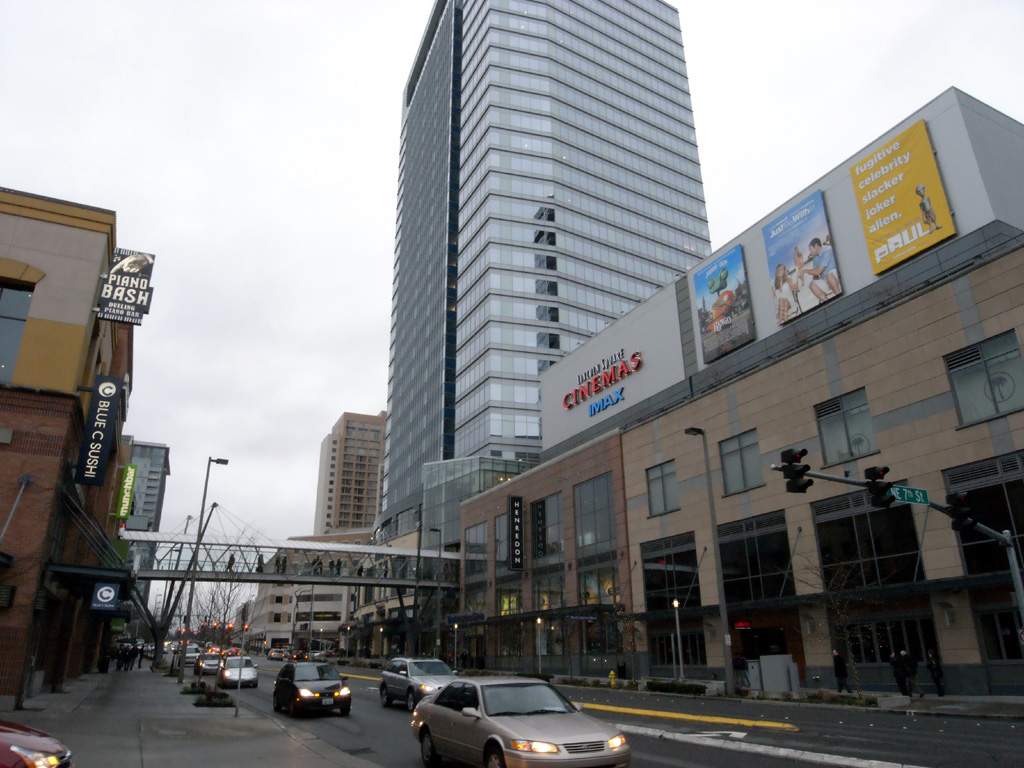
隣接するベルビュースクウェアとリンカーンスクウェア

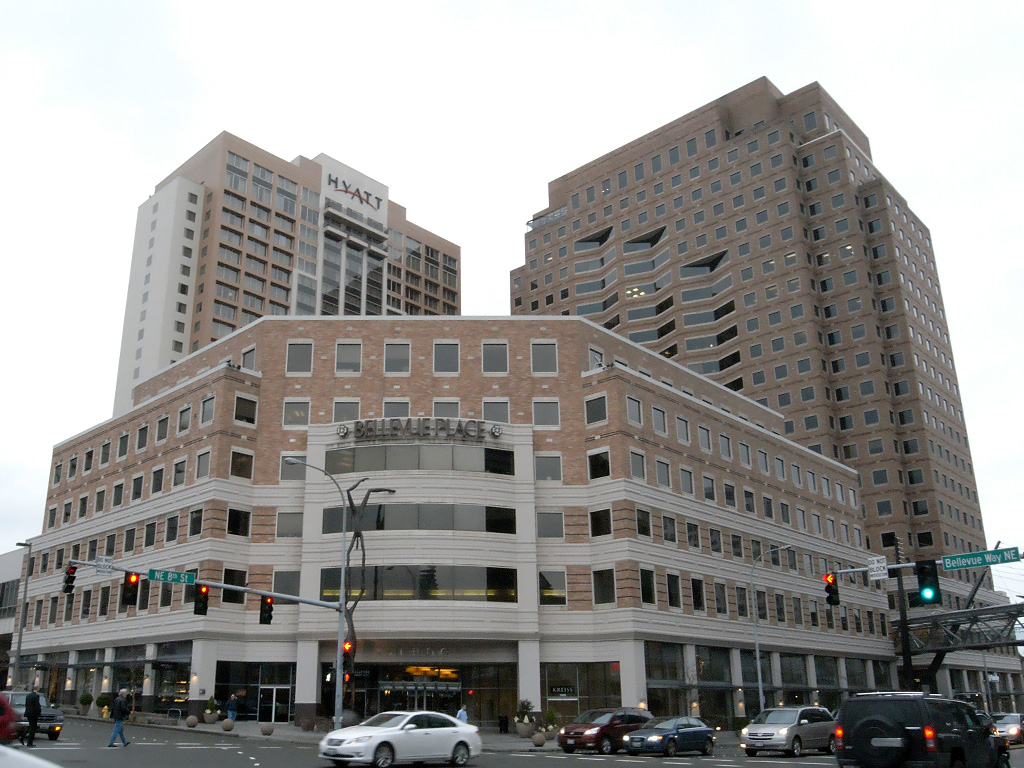
ベルビュープレイス

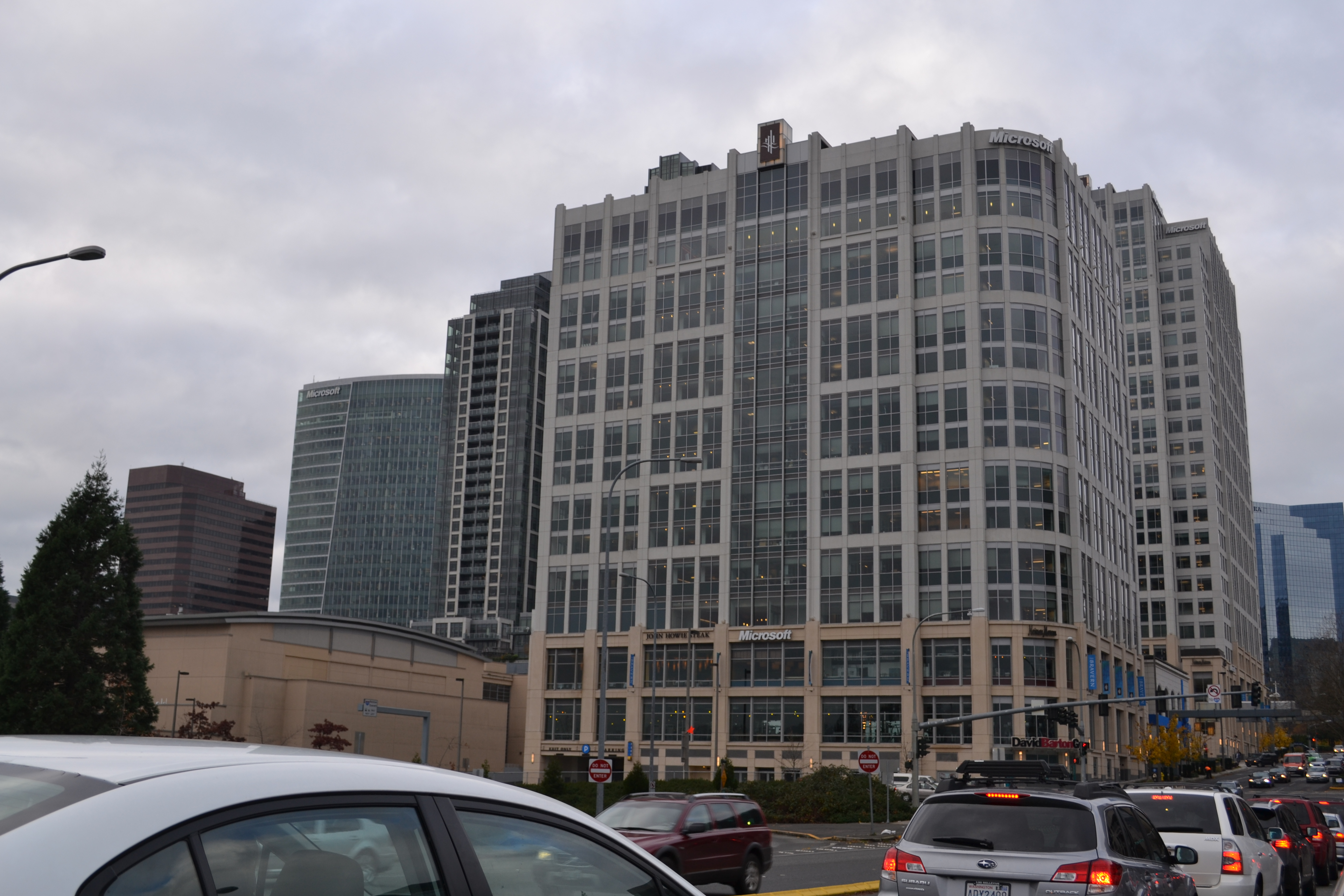
ブレイバーン

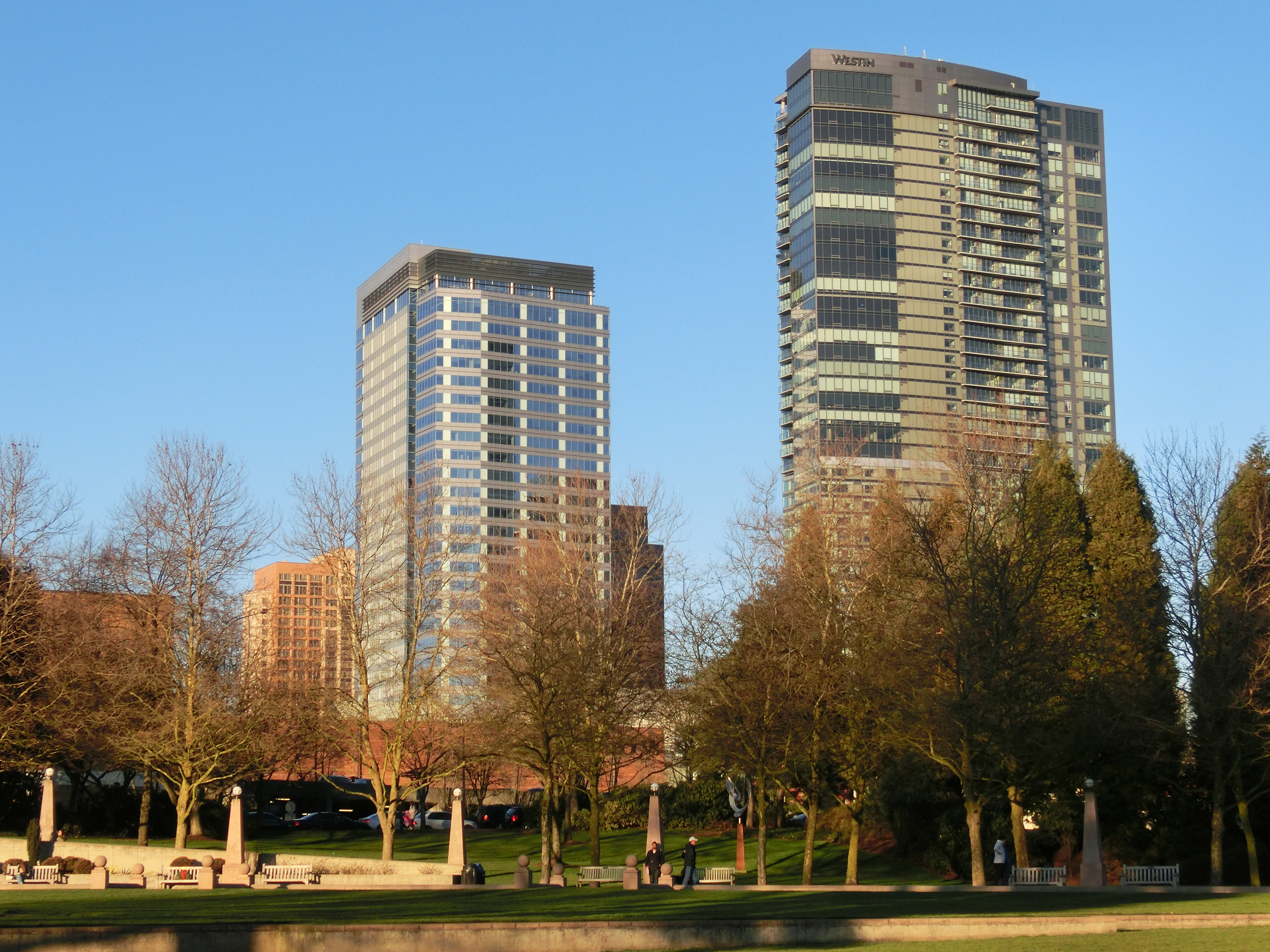
ウェスティンホテルベルビュー

ダウンタウンでは東西では100th Ave NEから120th Ave NEにかけて、南北にはMain stからNE 12thにかけて商業施設が集積している。
ダウンタウンのBellevue Way周辺にはベルビューコレクションと呼ばれる商業施設があり、これは施設の総称で実際には主にベルビュースクウェア、リンカーンスクウェア、ベルビュープレイスの3つの施設から構成されている。ベルビューコレクションはベルビュースクウェアとリンカーンスクウェアを中心として現在も拡張が続いている。
ブレイバーンは2009年に開業した比較的新しい施設であり、高級デパートのニーマン・マーカスをはじめとして、ルイ・ヴィトンやエルメス等のハイブランドやセレクトショップ、レストラン、スパ等を備えたノースウェスト地方随一の高級ショッピングモールである。
Main stの100th Ave NEからBellevue Wayのあたりは昔の町の中心であったオールド・ベルビューと呼ばれるエリアで、レンガ敷きの歩道やアンティーク調の街路灯などが整備されており、小規模なブティックやレストラン等で構成される小洒落たエリアとなっている。
上記のダウンタウン以外にも商業施設は市内に幅広く存在しているが、その中でも代表的なものは南部にあるターゲットやウォルマート、ノードストローム・ラックなどを核テナントとするファクトリア地区、特に核となる施設は無いが様々な店舗やレストランで構成される東部のクロスローズモール、北部のフレッドメイヤーやシアーズ等があるオーバーレイクショッピングエリア等である。

## 教育

### 大学・短期大学
- ベルビューカレッジ (Bellevue College)

### 高等学校
- ベルビュー高校(Bellevue High School)
- インターレイク高校(Interlake High School)
- ニューポート高校(Newport High School)
- サマミッシュ高校(Sammamish High School)

#### オルタナティブ・スクール
- インターナショナル・スクール(International School)
- ロビンスウッド高校(Robinswood High School)
- シアトル日本語補習学校(Seattle Japanese School)

## 著名な住民
- エドガー・マルティネス - 元メジャーリーガー。
- メーガン・ヒルティ - 女優。
- ページ・ホプキンス（英語版） - FOXニュースのアナウンサー。
- 加瀬亮 - 日本の俳優。7歳まで在住。
- サティア・ナデラ - マイクロソフトCEO兼会長

## 姉妹都市
- 花蓮市 （台湾・花蓮県）
- 八尾市 （日本・大阪府）
- クラドノ （チェコ・中央ボヘミア州）
- リエパーヤ （ラトビア）